# Râul Valea Popii, Dâmbovița
Râul Valea Popii este un curs de apă, afluent al râului Valea Brusturetului. 